# Elecciones parlamentarias de Croacia de 2016
Las elecciones parlamentarias se celebraron en Croacia el 11 de septiembre de 2016, para renovar los 151 escaños del Parlamento de Croacia. Las elecciones estuvieron precedidas por una moción de censura exitosa contra el primer ministro Tihomir Orešković y su gabinete el 16 de junio de 2016, con 125 escaños votando a favor de la propuesta. Hubo un intento posterior de la Coalición Patriótica de formar una nueva mayoría parlamentaria, con el ministro de Finanzas Zdravko Marić como primer ministro, fracasó y el Parlamento votó para disolverse el 20 de junio de 2016. La disolución tuvo efectos el 15 de julio de 2016, lo que hizo posible que la presidenta Kolinda Grabar-Kitarović convocase oficialmente elecciones para el 11 de septiembre de 2016. Se trata de las novenas elecciones parlamentarias desde las elecciones multipartidistas de 1990.
Las elecciones fueron disputadas por los dos partidos más grandes en el octavo Parlamento saliente: la Unión Democrática Croata (HDZ), dirigida por Andrej Plenković, y el Partido Socialdemócrata (SDP) dirigido por Zoran Milanović. El SDP participó en la elección como parte de la Coalición Popular, formada por el SDP, HNS, HSS y HSU. Eran también desafiados por un número de otros partidos y coaliciones, incluyendo el Puente de Listas Independientes (el MOST), que mantuvo el equilibrio de poder después de las elecciones de 2015. El primer ministro en funciones, Tihomir Orešković, un tecnócrata no partidista, anunció que no se postularía en la lista de candidatos de ningún partido y que no buscaría la reelección.
La elección resultó en una victoria de HDZ con 61 escaños en el parlamento, mientras que la Coalición Popular ganó 54 escaños. Andrej Plenković comenzó las conversaciones sobre la formación de una mayoría gobernante con el MOST, que ganó 13 escaños. Zoran Milanović anunció su retirada de la política después de la derrota. Unas semanas después de las elecciones, el HDZ y el MOST concluyeron las conversaciones sobre la formación de un gobierno, que también incluiría a los 8 miembros del Parlamento que representan a las minorías nacionales. El 10 de octubre de 2016 Plenković presentó formalmente 91 firmas de apoyo de los diputados a la presidenta Kolinda Grabar-Kitarović, por lo tanto mucho más que la mayoría necesaria de 76 escaños y se convirtió en primer ministro designado con un mandato de 30 días para formar un gobierno hasta 9 de noviembre de 2016. La 9ª Asamblea del Parlamento de Croacia se constituyó el 14 de octubre con la elección de Božo Petrov como presidente del Parlamento. El 19 de octubre, un voto parlamentario de 91 votos a favor, 45 en contra y 3 abstenciones confirmó formalmente al 14 ° gabinete gubernamental de Croacia desde las primeras elecciones multipartidistas en 1990, con Andrej Plenković como el 12 ° primer ministro de Croacia. El nuevo gabinete estaba compuesto por 20 ministros, incluido Goran Maric, un ministro sin cartera que posteriormente se encargaría de dirigir el recientemente formado Ministerio de Propiedad del Estado.

## Antecedentes
Después de las elecciones de 2015, un gobierno fue formado por el empresario independiente Tihomir Orešković que fue apoyado por la conservadora Coalición Patriótica, liderada por la Unión Democrática Croata (HDZ), y el Puente de Listas Independientes (MOST). Sin embargo, el HDZ presentó una moción de censura el 16 de junio, y 125 de 151 diputados votaron a favor de la moción. El HDZ buscó formar un nuevo gobierno con el ministro de Finanzas Zdravko Marić como primer ministro, sin embargo, estaba claro que no recibiría apoyo de 76 parlamentarios necesarios. El 20 de junio, los diputados votaron para disolver el parlamento el 15 de julio, lo que dio lugar a elecciones anticipadas convocadas por la presidenta Kolinda Grabar-Kitarović, que convocó elecciones el 11 de septiembre.

## Sistema electoral
Los 151 miembros del Parlamento de Croacia son elegidos por tres métodos; 140 son elegidos en diez distritos electorales de 14 escaños por representación proporcional de la lista abierta utilizando un umbral electoral del 5%, con escaños asignados utilizando el método d'Hondt; 3 son elegidos en una circunscripción especial para ciudadanos croatas y personas de ascendencia croata que viven en el extranjero; y 8 son elegidos de un distrito electoral para grupos étnicos minoritarios nacionales: 3 para serbios, 1 para italianos, 1 para húngaros, 1 para checos y eslovacos, 1 para albaneses, bosnios, macedonios, montenegrinos y eslovenos, y 1 para austríacos , Búlgaros, alemanes, judíos, polacos, romaníes, rumanos, rusos, rusos, turcos, ucranianos y valacos..

## Campaña de elección
HaciLa campaña para las primeras elecciones parlamentarias comenzó oficialmente el 16 de agosto de 2016 y finalizó a medianoche entre el 9 y el 10 de septiembre de 2016. El silencio electoral comenzó oficialmente en ese momento y duró hasta las 19:00 hora local del día de las elecciones (11 de septiembre). oficialmente terminado. Toda actividad electoral, como distribuir o exhibir materiales promocionales cerca de las mesas electorales o alentar a los votantes a votar por un determinado partido político, coalición o candidato, está prohibida durante la duración del silencio electoral y es punible por ley.
El 12 de agosto, un debate televisivo organizado por Radio Televisión Croata (HRT) presentó al presidente de la Coalición Popular Zoran Milanović y al presidente del HDZ Andrej Plenković. Según una encuesta realizada por el diario Jutarnji List de 36.700 de sus lectores, el 58% de los participantes respondió que Milanović había sido el más convincente de los dos candidatos y había ganado el debate, mientras que el 42% dijo lo mismo de Plenković. Sin embargo, alrededor del 87% de los 6.000 lectores que participaron también afirmaron que el debate televisivo no había alterado en gran medida sus opiniones políticas. A los lectores también se les pidió que asignaran una calificación (en una escala de 1 a 5) a cada uno de los candidatos, con 9,000 personas participando y dando a Plenković una calificación promedio de 3,36, mientras que Milanović recibió una calificación promedio de 3,23.

### Asuntos
Los principales problemas en la campaña electoral incluyeron el fomento del crecimiento económico logrado después de una recesión de seis años (2008-2015) y los dos principales partidos, el SDP (en gobierno 2011-2016) y HDZ (en el gobierno desde enero de 2016) afirmaron que la recuperación económica se inició durante su período de gobierno y que fue el resultado de sus políticas. Otros temas incluyen la iniciativa de reforma educativa detenida, que se probará en escuelas croatas seleccionadas a finales de 2016 y el debate sobre la finalización de la polarización política causada por diferentes puntos de vista sobre el papel de Croacia en la Segunda Guerra Mundial y el resurgimiento de la extrema-derecha en la sociedad croata. Los numerosos partidos que compiten en las elecciones pidieron el fin de las divisiones causadas por un debate continuo sobre el papel de los regímenesde la Ustaša y Comunista en la historia croata y las preguntas sobre si ambos regímenes deberían considerarse como autoritarios y si han cometido ciertos crímenes de guerra por motivos étnicos o ideológicos.
Además, un tema importante de la campaña fue cómo regular las relaciones de Croacia con Serbia. Algunos de los aspectos más importantes de este debate incluyen la polémica ley penal adoptada por Serbia, por la cual se declara unilateralmente que tiene jurisdicción penal sobre todos los crímenes de guerra cometidos en el territorio de la ex Yugoslavia. Según esta ley, Serbia ha emitido un gran número de órdenes de arresto para numerosos veteranos croatas de la Guerra de Independencia de Croacia, incluidos numerosos líderes políticos prominentes y comandantes del ejército. Otra cuestión que también se debatió fue si utilizar el bloqueo de las negociaciones de adhesión de Serbia con la Unión Europea para presionar al gobierno serbio para que derogue la polémica ley.
Cuestiones menos destacadas en la campaña incluyen las tendencias demográficas negativas en Croacia, principalmente relacionadas con un gran número de ciudadanos croatas que emigran a otros países en busca de empleo (entre ellos muchos jóvenes ciudadanos altamente educados), disminución de las tasas de natalidad, la despoblación de ciertas partes del país debido a las malas condiciones económicas y sociales, así como a la creciente mediana de edad de la población.

## Encuestas
Los resultados de las encuestas se enumeran en la tabla a continuación en orden cronológico inverso, mostrando el más reciente primero y utilizando la fecha de publicación, a diferencia de la fecha en que se realizó el trabajo de campo de la encuesta, que se puede ver en la segunda tabla. La cifra de porcentaje más alta en cada encuesta de sondeo se muestra en negrita y el fondo sombreado en el color de la parte principal. En el caso de que haya un empate, no se sombreará ninguna figura. La columna principal a la derecha muestra la diferencia porcentual entre las dos partes con las cifras más altas. Cuando una encuesta específica no muestra una cifra de datos para una fiesta, la celda de la parte correspondiente a esa encuesta se muestra vacía. El cliente puede verse en la segunda mesa. 
| Fecha                                                                                | Encuestadora                                                                       | Coalición Popular | HDZ                  | MOST  | ŽZ   | MB 365 NS-R | ORH  | IDS  | Otros | Indecisos | Ventaja |
| ------------------------------------------------------------------------------------ | ---------------------------------------------------------------------------------- | ----------------- | -------------------- | ----- | ---- | ----------- | ---- | ---- | ----- | --------- | ------- |
| Fecha                                                                                | Encuestadora                                                                       |                   |                      |       |      |             |      |      | Otros | Indecisos | Ventaja |
| 11 Sep                                                                               | General Election Results Archivado el 14 de septiembre de 2016 en Wayback Machine. | 33.82             | 36.27                | 9.91  | 6.23 | 4.04        | -    | 2.29 | 7.44  | -         | 2.45    |
| 7 Sep                                                                                | CRO Demoskop                                                                       | 34.5              | 27.2                 | 8.8   | 6.0  | 3.1         | 1.7  | 1.6  | 5.6   | 11.5      | 7.3     |
| 4 Aug                                                                                | CRO Demoskop                                                                       | 34.4              | 26.4                 | 10.4  | 6.4  | 2.1         | 1.7  | 1.4  | 5.7   | 11.5      | 8.0     |
| 25 de julio: El HDZ anuncia que no participara como parte de la Coalición Patriótica |                                                                                    |                   |                      |       |      |             |      |      |       |           |         |
| Fecha                                                                                | Encuestadora                                                                       | Coalición Popular | Coalición Patriótica | MOST  | ŽZ   | MB 365      | ORaH | IDS  | Otros | Indecisos | Ventaja |
| Fecha                                                                                | Encuestadora                                                                       |                   |                      |       |      |             |      |      | Otros | Indecisos | Ventaja |
| 25 Jul                                                                               | Ipsos Puls                                                                         | 34.2              | 29.6                 | 11.4  | 6.8  | 4.1         | 0.6  | 1.7  | 5.6   | 6.0       | 4.6     |
| 5 Jul                                                                                | CRO Demoskop                                                                       | 36.1              | 25.3                 | 9.8   | 5.3  | 2.0         | 0.7  | 1.2  | 7.1   | 12.5      | 10.8    |
| 28 Jun                                                                               | Ipsos Puls                                                                         | 32.2              | 23.1                 | 12.1  | 7.7  | 2.3         | -    | 1.4  | 10.1  | 11.1      | 9.1     |
| 22 May - 9 Jun                                                                       | Promocija plus Archivado el 6 de septiembre de 2018 en Wayback Machine.            | 33.6              | 26.9                 | 7.1   | 8.2  | 2.6         | 0.9  | 1.6  | 7.0   | 12.1      | 6.7     |
| 4 Jun                                                                                | CRO Demoskop                                                                       | 34.7              | 28.5                 | 6.4   | 7.4  | 2.1         | 0.6  | 1.0  | 6.3   | 12.8      | 6.2     |
| 25 May                                                                               | Ipsos Puls                                                                         | 31.6              | 31.2                 | 7.9   | 7.8  | 4.3         | -    | 1.4  | 6.7   | 7.6       | 0.4     |
| 6 May                                                                                | CRO Demoskop                                                                       | 33.6              | 34.7                 | 5.7   | 7.3  | 1.6         | 0.8  | 1.1  | 3.7   | 11.5      | 1.1     |
| 23 Apr                                                                               | Ipsos Puls                                                                         | 32.1              | 33.3                 | 6.9   | 6.8  | 4.6         | 1.0  | 1.6  | 6.6   | 7.2       | 1.2     |
| 5 Apr                                                                                | CRO Demoskop                                                                       | 31.4              | 31.9                 | 6.0   | 5.7  | 2.0         | 1.1  | 1.5  | 4.9   | 15.7      | 0.5     |
| 26 Mar                                                                               | Ipsos Puls                                                                         | 31.5              | 34.9                 | 7.6   | 6.3  | 3.7         | 1.1  | 1.6  | 5.9   | 7.3       | 3.4     |
| 5 Mar                                                                                | CRO Demoskop                                                                       | 30.9              | 31.4                 | 8.9   | 4.4  | 2.3         | 1.6  | 1.8  | 5.6   | 13.1      | 0.5     |
| 25 Feb                                                                               | Ipsos Puls                                                                         | 28.9              | 33.2                 | 10.2  | 6.0  | 2.8         | 1.5  | 2.0  | 6.8   | 8.6       | 4.3     |
| 5 Feb                                                                                | CRO Demoskop                                                                       | 32.3              | 32.7                 | 9.1   | 3.2  | 1.4         | 1.6  | 1.6  | 6.0   | 11.9      | 0.4     |
| 25 Ene                                                                               | Ipsos Puls                                                                         | 29.1              | 32.5                 | 14.5  | 4.0  | 4.2         | -    | 2.0  | 7.1   | 6.7       | 3.4     |
| 8 Ene                                                                                | CRO Demoskop                                                                       | 32.1              | 31.2                 | 11.7  | 3.2  | 2.0         | 1.4  | 1.2  | 5.1   | 12.1      | 0.9     |
| 2016                                                                                 |                                                                                    |                   |                      |       |      |             |      |      |       |           |         |
| 23 Dec                                                                               | Ipsos Puls                                                                         | 29.2              | 33.8                 | 15.5  | 4.4  | 3.5         | 1.0  | 1.7  | 5.3   | 5.7       | 4.6     |
| 4 Dec                                                                                | CRO Demoskop                                                                       | 30.3              | 29.4                 | 15.4  | 3.3  | 2.3         | 1.8  | 1.8  | 4.9   | 10.7      | 0.9     |
| 25 Nov                                                                               | Ipsos Puls                                                                         | 30.2              | 29.6                 | 19.1  | 3.8  | 2.3         | 1.2  | 1.7  | 6.1   | 6.0       | 0.6     |
| 8 Nov                                                                                | Elecciones parlamentarias                                                          | 33.46             | 32.31                | 13.51 | 4.24 | 3.32        | 1.74 | 1.83 | 9.59  | -         | Tie     |

## Resultados

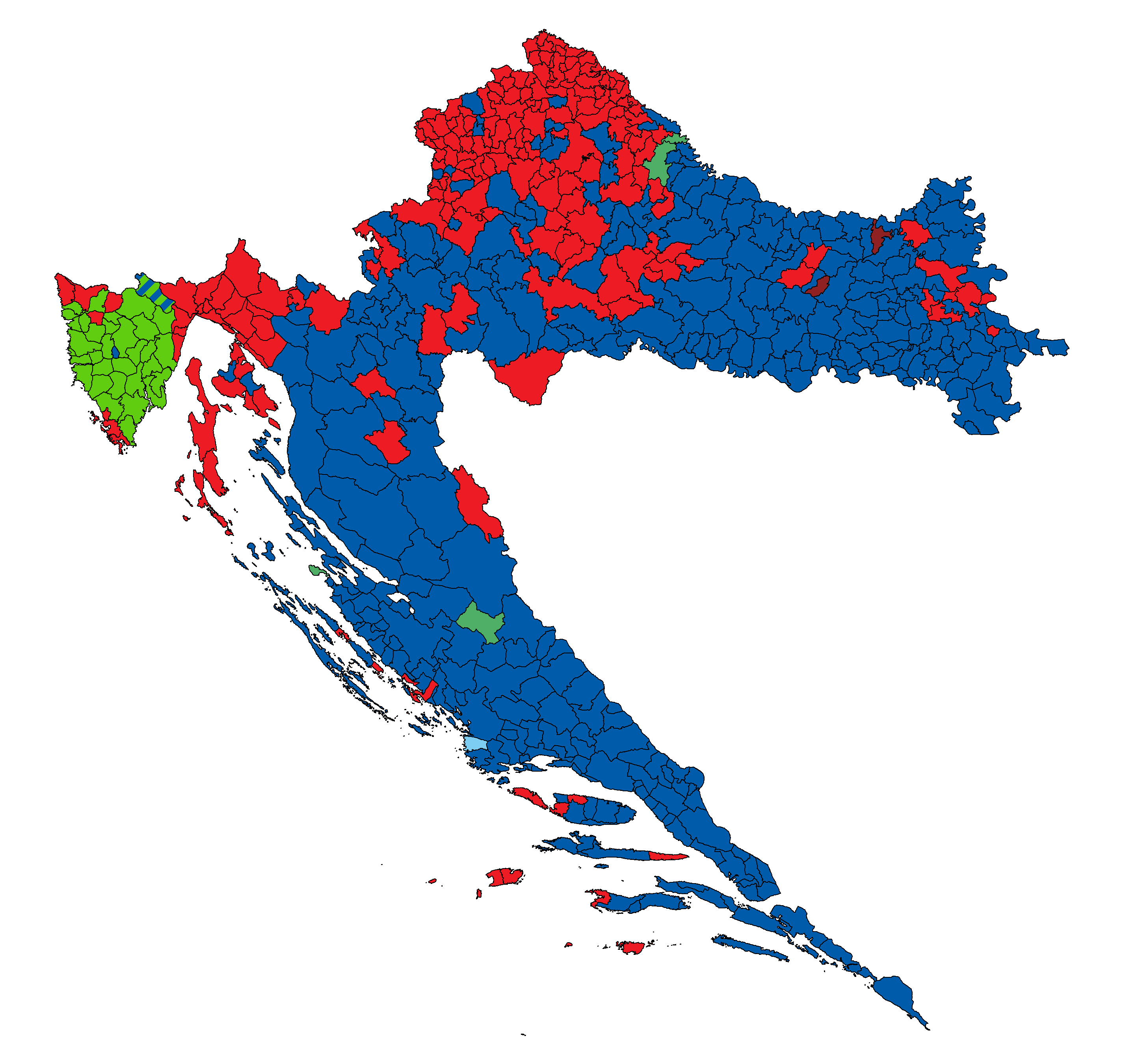
Resultados de la elección basada en la mayoría de votos en cada municipio de Croacia

Las elecciones arrojaron una victoria sorpresiva para el conservador HDZ, aunque la mayoría de las encuestas de opinión habían pronosticado que la Coalición Popular tendría la mayor cantidad de escaños en el Parlamento. La inesperada derrota de la Coalición Popular se atribuyó, entre otras cosas, a la revelación de una grabación de audio confidencial del ex primer ministro y presidente de la coalición, Zoran Milanović, en una reunión privada con veteranos de guerra croatas. En la grabación, Milanović usó numerosos términos peyorativos, llamando a los serbios "lastimosos" y afirmando que "Bosnia y Herzegovina no es un país" y se cree que estas declaraciones socavaron el apoyo a la Coalición Popular entre los votantes minoritarios. La HDZ, que había seguido a la Coalición Popular en las encuestas de opinión durante más de dos meses antes de las elecciones y se pensaba que enfrentaba otra derrota, logró bajo su nuevo líder, el eurodiputado Andrej Plenković, despojarse de la imagen de ser un partido de derecha sumido en la corrupción y proyectar la imagen de un partido moderado y enfocado a la integración con Europa. También se cree que la baja participación contribuyó a la inesperada victoria de la HDZ, ya que se esperaba que sus votantes y seguidores tuvieran una alta tasa de participación el día de las elecciones. Después de las elecciones, Milanović anunció que no se presentaría a la reelección como presidente del Partido Socialdemócrata (SDP) en la próxima elección interna del partido. Después de la victoria de los conservadores, el mercado de valores reaccionó en general favorablemente a los resultados electorales.
Se consideraba probable que la próxima mayoría gobernante estuviera formada por una coalición del HDZ y el MOST de centro, que una vez más obtuvo el papel de partido bisagra. Sin embargo, tal coalición también necesitaría el apoyo de partidos adicionales para logar la mayoría de los escaños, lo que también es un requisito previo para nombrar un primer ministro, a quien el presidente le otorga un plazo de 30 días para formar un gobierno. En el caso de un gobierno de coalición HDZ-Most, se cree que Andrej Plenković como presidente de la HDZ es el candidato más probable para convertirse en primer ministro de Croacia.
|  | 36.27 % |

|  | 33.82 % |

|  | 9.91 % |

|  | 6.23 % |

|  | 4.04 % |

|  | 2.29 % |

|  | 2.06 % |

|  | 1.25 % |

|  | 4.13 % |

|  | 98.12 % |

|  | 1.88 % |

|  | 100.00 % |

|  | 52.59 % |

## Formación de gobierno
Tras el anuncio de los resultados de las elecciones el 11 de septiembre de 2016, se pensó que podrían repetirse las conversaciones duraderas y algo tumultuosas que siguieron a las elecciones anteriores. Es decir, como todavía ningún partido o coalición había ganado una mayoría absoluta de 76 escaños, se requerirían conversaciones de coalición entre los dos partidos más grandes (HDZ y la Coalición Popular) y los numerosos partidos más pequeños para formar esa mayoría. Sin embargo, la opositora Coalición Popular liderada por el SDP admitió la derrota después de ganar solo 54 escaños en el Parlamento. Su líder, el ex primer ministro Zoran Milanović, descartó postularse para la reelección a la presidencia de su partido, descartando efectivamente cualquier posible intento de formar una mayoría gobernante, permitiendo así que el HDZ comience las conversaciones con el Puente de Listas Independientes (MOST), su socio menor en el gobierno saliente dirigido por el primer ministro independiente Tihomir Orešković. La mayoría estableció siete condiciones para ingresar a un gobierno con cualquier partido y Plenković comenzó discusiones con la mayoría de los representantes durante varias semanas. Plenković también sostuvo conversaciones con los 8 representantes de minorías nacionales, ya que HDZ y MOST no tendrían mayoría sin su apoyo. 
Durante las próximas semanas, varias otras partes, incluido el HSS, procedieron a brindar su apoyo a un gobierno dirigido por Plenković. Sin embargo, es ampliamente visto que el presidente de HSS, Krešo Beljak, acordó dar a Plenković el apoyo de los 5 parlamentarios de su partido y "100 días de paz antes de convertirse en la oposición más aguda" para calmar las tensiones resultantes de una disputa entre él y el eurodiputado HSS Marijana Petir, quien había pedido que HSS ingrese al gobierno de centro derecha formado por HDZ y el MOST en lugar de permanecer como parte de la Coalición Popular como un partido de oposición. La disputa se intensificó y Beljak procedió a suspender a más de 100 miembros del partido, incluido Petir. Plenković recibió además el apoyo del partido Milan Bandić 365, uno de cada dos parlamentarios de HSU y un exmiembro de Bloqueo Humano. Recibió formalmente 91 firmas de apoyo de los diputados el 10 de octubre de 2016, mucho más que las 76 necesarias, y se las presentó a la presidenta Kolinda Grabar-Kitarović, que lo nombró primer ministro designado y le dio 30 días hasta el 9 de noviembre para formar un gobierno. El 14 de octubre, el Parlamento constituyó su novena asamblea desde 1990 al elegir al líder Božo Petrov como el undécimo presidente del parlamento. El 19 de octubre, Andrej Plenković fue confirmado como el 12° primer ministro de Croacia junto con su gabinete de 20 ministros por un voto de 91 a favor, 45 en contra y 3 abstenciones entre 151 miembros del Parlamento. Su gobierno recibió el apoyo de los diputados pertenecientes a la coalición HDZ-HSLS-HDS, Puente de Listas Independientes, Milan Bandic 365, HSS, HDSSB, SDSS y 5 representantes de otras minorías nacionales.